# Henry de Valady
Pour les autres membres de la famille, voir Famille d'Yzarn de Freissinet de Valady.
Henry-Honoré-Louis d'Yzarn de Freissinet, comte de Valady, né le 13 août 1814 à Rodez et mort le 18 novembre 1897 au château des Vernhettes (Golinhac), est un homme politique français.

## Biographie
Riche propriétaire, il s'occupa d'agriculture et se présenta, le 1er juin 1863, au Corps législatif dans la 1re circonscription de l'Aveyron, comme candidat monarchiste indépendant, mais échoua face à Girou de Buzareingues.
Le 8 février 1871, Valady fut élu représentant de l'Aveyron à l'Assemblée nationale. Il siégea à droite, et vota avec les conservateurs royalistes, pour la paix, pour les prières publiques, pour l'abrogation des lois d'exil, pour le pouvoir constituant de l'Assemblée, contre la dissolution, pour la chute de Thiers au 24 mai, pour le septennat, pour la loi des maires, pour l'état de siège, contre l'amendement Wallon, contre l'ensemble des lois constitutionnelles.
Conseiller général de l'Aveyron pour le canton d'Entraygues depuis le 8 octobre 1871, le comte de Valady fut réélu député, le 20 février 1876, par l'arrondissement d'Espalion. Il siégea dans la minorité conservatrice, soutint, contre les 363, le gouvernement du Seize-Mai, et ne se représenta pas en 1877.

## Sources
- « Henry de Valady », dans Adolphe Robert et Gaston Cougny, Dictionnaire des parlementaires français, Edgar Bourloton, 1889-1891 [détail de l’édition]